# Griffiniella africana
Griffiniella africana är en kackerlacksart som först beskrevs av Henri Saussure 1895.  Griffiniella africana ingår i släktet Griffiniella och familjen jättekackerlackor. Inga underarter finns listade i Catalogue of Life.